# Орк
Орци су митолошка људска бића која припадају измишљеној раси сличној гоблинима.
Главни концепт модерног виђења ових бића базиран је на делима Џ. Р. Р. Толкина, поготово делу Господар прстенова. У Толкиновом раду орци су описани као зверска, агресивна, одбојна и зла бића потпуно супоротна вилењацима (од којих су настали њихови искварени преци) и генерално увек у служби силе зла. Толкинов концепт орка затим је прилагођен и укључен у остала дела фантастичне фикције, као и надреалне (енг. role-playing) стратешке игрице Тамнице и змајеви, Бојни чекић и Воркрефт.
Раније верзије створења митолошки или концептуално сличних орцима могу се наћи у староенглеским и англо-саксонским изворима; укључујући Беовулфа и италијанске приче из XVI века, посебно оних од Ђанбатисте Базила.

## Изглед
У популарној култури (укључујући фантастику и фантазијске игре улога), орци су различито приказивани али често по узору на првобитни Толкинов опис. Приближно људског лика (али повијених ногу и дугих руку), њихова висина је често различита. У већини дела су ипак мањи од људи (и доста различити од њих), а ментално могу бити јачи или слабији. Орци су прљави и ружни, са истакнутим канџама, изобличеног лица које изгледом вуче на мешавину шимпанзе и свиње. Типична боја коже им је у нијансама зелене, сиве, црне, браон или понекад црвене (Толкин је пак неке описао као "бледе" а неке као "црне" — што не мора бити референца на боју коже — а једне специфично као "црне коже").
Орци су агресивни грабљивци и месождери који једу и људско месо. Поседују веома низак ниво лукавости па су стога често приказани као раса ратника под контролом и у служби бића веће моћи или више интелигенције. Насилни по природи, бориће се свирепо ако им тако нареде њихови владари, иако када су препуштени сами себи теже хаотичном понашању (укључујући и кукавичлук). Често користе дивље свиње, вукове и варге (енг. wargs), и друга фантастична бића за транспорт приликом борбе.

## Етимологија
Модерна коришћења енглеског термина орк да се опишу човеколика бића у служби зле силе имала су свој почетак са Ј.Р.Р. Толкином. Толкинови најранији вилин речници укључују ове дефиниције орка (orq-): "монструм", "огар", "демон", заједно са оркинди и огресе. Толкин је понекад користио множину оркуи у својим ранијим текстовима.
Толкин понекад, нарочито у Хобиту, користи реч Гоблин уместо речи орк да опише ова бића. У преводу на српски, односно тадашњи српскохрватски језик, у неким верзијама попут Нолитовог издања Хобита користи се термин баук. Сам Толкин је написао да је “орк“ често “превођен“ као “гоблин“. У Господару прстенова, "гоблин" се користи као алтернатива за реч "орк", нарочито у деловима где се описују догађаји из перспективе хобита. Дас, Урук-хаи из Изенгарда и Мордора и капетан орка Гриснак описани су у Господару прстенова и као "орци" и као "гоблини". Касније у животу, Толкин је одлучио да пише само орк, али то се за његовог живота остварило само у верзији Авантуре Тома Бомбадела , у песми Бомбаделово веслање: "Позваћу орке на тебе: због тога ћеш почети да трчиш!" У Силимариону је такође задржао термин "орци".

### Староенглески
Староенглески речници бележе реч орк као пандан латинској речи Оркус (божанство подземља), а такође и синоним за "огре" (која је у сродству са þyrs), као и са пакленим ђаволом.
лат. Orcus је на енглески преведено као "оrc, þyrs, oððe hel-deofol" што је објављено у првој верзији Клеопатриног дневника (из десетог века) и за ово дело је Томас Рајт написао: "Оркус је било име за Плутона, бога паклених регија, стога је могао лако да разуме значење хел-дефол. Термин орк у англо-саксонском налазимо као thyrs, што значи гоблин или авет."
Усамљени књижевни пример постоји у Беовулфу, где је orc- постало orcneas '- једно од племена створења поред вилењака и јотуна (гиганата), која је Бог осудио:
| þanon untydras ealle onwocon eotenas ond ylfe ond orcneas swylce gigantas þa wið gode wunnon lange þrage he him ðæs lean forgeald —Beowulf, Fitt I, vv. 111–14 | Стога сва легла зла су рођена, Џинови и вилењаци и зли духови —гиганти такође, који су се дуго времена борили уз Бога, због тога им је дао награду —John R. Clark Hall tr. (1901) |  |

Једињење оркнеас је означено као "зле душе", али право значење је нејасно. Клаебер је сугерисао да садржај orc < L. orcus "подземље" + neas "мртва тела" и зато је превод "зле душе" био неважећи.
Лексикографија се закомпликовала од стране Босворт-Толера који је претпостављао да је оркнеас настало од форме *оркен који имају могуће значење "(?) морско чудовиште," вероватно надовезано на Ис: orkn (örkn).

### Рана модерна употреба
Оксфордов енглески речник упућује на orke, и то је коришћено на начин који подсећа на гиганте и огрове. Он претпоставља да 'orke'/'ogre' су дошли у Енглески језик путем континенталних Бајки, посебно из 17. Века где је француски писац Шарл Перо, позајмио већину својих прича и развио своје "Огре", из 16. Века француски писци Гиамбатиста Басил, Гиовани Франческо Страпарола (који су заслужни за приказивање литерарне форме бајке) и Бастиле, који је написао Напуљски дијалект и тврди да се просто преносило са колена на колено у његовој регији где их је прикупљао. У најмање 10 или више прича, Бастиле користи huorco, huerco or uerco, форму Наполитанаца - orco [италијански] "гигант", "монструм", да опише велике, длакаве, мушкобањасте звери које су могле да причају и које су живеле у тамним шумама или баштама где би можда могли да ухвате и поједу људе, или чак да буду равнодушни па можда и благонаклони - све зависи од приче.
Италијански запис "orco" је стриктно изведен од латинске речи Оркус, и коректно је преведено на енглески као огре. Оркус је био подземни бог у старој Римској митологији и у средњовековно време, по асоцијацији на смрт и подземље, термин оркус је почео да се користи и за монструозна бића и преузет је у средњовековно време. Тако италијанско орко, нарочито указује на антропоморфно биће са зверским особинама. Често демонским које подсећају на Англо-Саксонског огра. Због таквог италијанског превода термина орц или орк који се могу наћи у Беовулфу, Џ. Р. Р Толкин и Маркус Хеитз остају увек проблематични, и у дискрецији преводиоца су преведени с времена на време као орго (огар), mezz’orco(полу-орк) или orchetto(мали огар)..
Прво коришћење у енглеском језику речи "orke", године 1656. (четрдесет-једна година пре него што је Перо објавио Мајка гусака приче), долази из дела Don Zara, коју је написао Самјуел Холанд. То је мешавина пародије и бајне шпанске романсе Дон Кихот и вероватно је пуно животиња и монструма што је заједничко за њих.

Монструм са именом Орцус се помиње у Едмунд Спенсеровој Краљица из земље маште (Књига II, Спев XII, ред XLVII).
Орк је исто право име за оне ликове у комплексној митологији Вилијам Блејкa. Супротно од средњовековних морских звери, или Толкинова људолика чудовишта, Блејкови Оркови су позитивне личности, отеловљење Традиција. Он је, међутим, предвидео да буду демонски по природи.
Реч на крају долази из латинске речи Оркус, демонског Римског бога смрти, који не би требало да се меша са Плутон, богом подземља, и да се трансформише у неколико фаза од значења "подземље", "пакао", "ђаво", "зло биће" у "огар". Толкин и речници које је он користио приписују порекло сумњивог Старо-енглеског орц у "Орцус" а у једном од његових измишљених речника, реч “орц” је имала писану форму орцо.
Реч која је добијена или је повезана са термином орко такође постоји и у осталим земљама:Осим италијанског дијалекта uerco, huerco, и huorco и Шпанске речи güercu, постоји и Тирол ork, а "kућни гном" или "планински дух" који се поставља као штићеник дивљих животиња.
Толкин је експлицитно негирао било какву повезаност његових Оркова са Кит убица Orcinus orca и осталих китова, који су такође повезани са орковима. Ово је позајмљивање од латинске речи orca, и коришћено Плиније Старији, који се односи на неку врсту кита, врло вероватно на Orcinus orca и који се такође појављује Џон Милтонова песма Изгубљени рај током дескрипције Великог Потопа.

## У литературама и фолклору

### Толкин
Људолика бића, раса оркова која не живи у поморским пределима која постоји у Средња земља је измишљена од стране од Џ. Р. Р. Толкина, иако они које је навео у писма су били под утицајем Џорџ МекДоналдовог дела Принцеза и Гоблин. Реч људолики углавном се не налази у Толкиновим делима.
На Толкиновом измишљеном језику, на језику Вилењака речи за орка су изведене из ruk која се односи на страх и хорор, а из те речи настала је реч uruk. Именица *uruku је изведена из проширеног корена. Ова реч се на Квенија (језик) језику каже urco, у множини urqui. Реч *urkō се на Синдарин језику каже orch, у множини yrch. Куенијска реч се изговара тако да има мање специфично значење од сандраинског језика, такозвани 'баук'. Специфична бића звана yrch на синдраинском, на куенијском orco, у множини orcor и orqui, су направљена.
Ови оркови су имали слична имана и на осталим језицима у Средња земља: на орковском uruk (такозвани орк-војник); на језику Dúnedain gorgûn; на језику Куздул rukhs, у множини rakhâs; и на језику Rohan и на осталим заједничким језицима, орк.

#### Опис
По Толкиновом писању, оркови су људског изгледа, различитих висина али увек нижи од људи. Они су описани као ружни и прљави, као и да једу људско месо. Они имају кљове, криве ноге и дугачке руке, а боја коже им је мрачна, као да је изгорела. У приватном писму, Толкин их је описао као "искривљени, широки, са равном косом, бледом кожом, са широким устима и косим очима. Они су приказани као несрећна, лукава и зла бића.
Они се боре свирепо све док је вођина "жеља" (као нпр. Моргот или Саурон) да их присиљава или упућује. Толкин понекад описује Оркове као бића која су створена за борбу. Оркови су коришћени као војници од стране већих а и мањих зликоваца у филму Господар прстенова, као нпр од стране Саурона и Сарумана.
Оркови једу све врсте меса, укључујући и људско месо. Из описа и дешавања која су везана за оркове може се приметити да се упуштају у канибализам: у другом поглављу књиге Две куле, Grishnákh, Орк из Мордора, тврди да Изенгард Оркови једу орковско месо, али да ли је истина или је лажна вест, то остаје несигурно.

#### Порекло
Порекло оркова се прво описује у The Tale of Tinúviel као "злих broodlings од Melkor који прелази у иностранство и ради свој зли посао". У The Fall of Gondolin Толкин је написао "да су све те расе створене од Melko од подземних топлота и слузи. Њихова срца су од гранита и тела су им деформисана; њихова гадна лица која се нису смејала, али зато њихов смех је био као судар метала, и ништа више нису могли сем што су били принуђени да помогну на најгрубљи могући начин у сврхе Melko."
У The Silmarillion, Толкин је замислио Оркове да буду Вилењаци који су били заробљени од стране Моргота, сломљени и преокренути у зле ратнике. У другим верзијама њиховог порекла, укључујући оне из Толкинових белешки, Оркови су приказани као пародије или фабричке грешке од Morgoth, анимирани појединачно по његовој злој жељи или можда, по његовој дифузној сржи и направљени да се намерно ругају и пркосе Илуватар креацијама Елдар и Едаин.
Погледајте порекло Оркова за комплетну листу могућих порекла за Оркове које је предложио Толкин.

#### Језици Оркова
У Господар прстенова, оркови причају Црни говор, језиком Мордора. У филму Дружина прстена, Гандалф рецитује песму о Прстењу моћи која укључује стихове "One Ring to rule them all, One Ring to find them, One Ring to bring them all and in the darkness bind them" За Фрода код Баг Краја. Касније, у зидинама Ривендела код Вилењака, Гандалф се осећа потпуно сигурно да рецитује стихове на језику из ког у ствари потичу, из Црног говора: "Ash nazg durbatulûk, ash nazg gimbatul, ash nazg thrakatulûk, agh burzum-ishi krimpatûl".
| Nazgûl                    | Дух прстена        |
| Ash                       | Један              |
| Ghash                     | Ватра              |
| Снага                     | Роб                |
| Sharkû                    | Старац             |
| Ishi                      | У                  |
| Bûrz                      | Мрак               |
| Bûrzum                    | Мрачно             |
| Lûgburz                   | Мрачна Кула        |
| Nazg                      | Прстен             |
| Durbatulúk                | Да свима господари |
| Gimbatul                  | Да их нађе         |
| Thrakatulúk               | Да их све окупи    |
| Agh burzum-ishi krimpatul | И у тами их свеже  |

Неке од ових речи садрже исте делове, као на пример atul, и uk, које сее понављају у Durbatuluk и Tharakutuluk. Из овога може да се претпостави да uk у једној тачки значи "сви". Овај језик садржи много сложених речи.

#### Утицај старог енглеског
Толкин је по старом енглеском реч орк, надајући се “да је реч заправо из старог енглеског”заправо “демон”, али само због своје пхонетичке сличности
 and "I originally took the word from Old English orc (Беовулф 112 orc-neas and the gloss orc = þyrs ('ogre'), heldeofol ('hell-devil')). Реч орк није требало да буде повезана са модерним енглеским “орц” ork, реч се заправо односи на разна водена-створења делфина. . Толкин је такође приметио повезансот са латниском речи оркус. Али због сличности са старо енглеском речи “орц” која значи “зли дух или богеи” са елфским речима. Иако не би требало да буде било какве сличности између њих. Енглеска реч је вероватно доведена из латинског оркус ". Он је исто рекао да “Орк” доведено из англо-саксонског значи демон, али не верује да је то довољно повезано да би се применило овде.
Реч orcné, се појављује у множини речи orcnéas, и то је Хапак легоменон у песми Беовулф. Обично треба да садржи елемент -né, која је сродна са Готским naus и са Старо-Нордијским nár, а оба значе 'мртво тело'. Уобичајена Старо-енглеска реч за леш је líc, али -né се појављује у nebbed 'леш кревет', и у dryhtné 'мртво тело ратника', где dryht је назив војне јединице које се могу нејасно превести као 'бенд' или 'домаћин'. У,  * орцне  треба да буде напоменуто да  Оркус  'мртво тело ", значење може бити" тело од Оркус (тј Подземно) ", или" ђаволског леша ", схватио као неку врсту створења које хода мртво. Ова етимологија је прихватљива, али и даље остаје претпоставка да .  Орк  појављује на још два места у песми  Беовулф , али се односи на шоље племенитих метала које је нашла у ризници блага.
Старо-енглеска реч þyrs, даје сјај латинској речи orcus, која је сродна са Старом Нордијском þurs 'див', 'огре', оригинално обе потичу од унатестираних заједнички германски термина Тхурисаз, који су у Нордијској митологији која се односи на једну од монструозних потомака гиганата Имира. Али треба нагласити у вези са Толкиновим одношењем на orc=þyrs, да на почетку једанаестог века Енглески речници су подразумевали ekвиваленцију, [Latin] orcus' са' [Old English] orc þyrs oððe heldeofol, да су ово у ствари стапања два речника у један који је настао раније у седмом веку, а нађено на два различита места: [Латинско] orcus [Старо-енглеско] orc и [Латинско] orcus [Старо-енглеско] þyrs oððe heldiubol". Први од ова два речника је у једном делу посвећено оруђу домаћинстава и 'orcus' је, у том случају корупција латинксе речи urceus 'jug', 'pitcher', или од orca 'pot', 'jar'. Реч 'orc' је у првом речнику значила 'чаша': Ова реч води порекло од старе Германске речи urceus, која је повезана са Готским aurkeis 'cup', а обе су повезане са модерним енглеским изразима ark 'vessel', 'container'. У другом речнику, Латинска реч orcus изједначује на Старо-енглеским 'гигантом', 'ђавољим паклом', али не на већ постојећу Старо-енглеску реч 'orc', како је Толкин грешком мислио.

### Блејк
Орк је прави назив за ликове у комплексној митологији коју је писао Вилијам Блејк. Супротно од средњовековних морских звери, или Толкинових људоликих монструма, Блакеови Оркови су позитивне фигуре, које стоје насупрот Уризена, оличења традиције.
У Блејковој украшеној књизи Америчко пророчанство, Оркови су описани као његов митски противник, "Албино Анђео" као "Љубитељ дивље побуне, и преступ божијег закона". Он симболизује дух побуне и слободе, која је испровоцирала Француску револуцију.

### Никлс
У савременој литератури, серија књига написана од стране Стена Николса који је био фокусиран на конфликт између групе оркова и људи, али кроз нековенционалан поглед на оркове. Трилогија, прво штампање у Уједињеном Краљевству од стране Виктора Голанца је постао интернационални бестелер.То је једана од пар серија где се оркови представљају као гавни ликови.

### Прачет
У Тери Прачетовој серији Дисксвет, оркови су раса која је близу истребљења. Они су напраљени од стране људи, што значи да нису гоблини, како се првобитно веровало. Како би се користили у Великом Рату, 'охрабривани' бичевима и премлаћивани.
До сада једини живи орк, звани Нут, који је приказиван као лик, иако је наведено да има и других који постоје у дивљини далеког Убервалда. Због бруталног угледа и легендама о орковима, који одражава традиционални фантазиски концепт бездушних убица, Нут је првобитно био игнорисан од стране своје врсте и учен као човек. Он је описан као добро створење, а проширење чланова његове врсте је описано као жртве победничке пропаганде.
С датом приликом и смерницама, оркови се лако могу образовати и показати одличан осећај поштења и морала. С обзиром да су они првобитно направљени као ратнички робови који једино знају да буду окрутни и насилни, они имају застрашујућу репутацију.

### Хеиц
Оркови играју важну улогу у Маркус Хеитзовим делима, као што су "Патуљасти квартет", "Патуљци", "Ратови патуљака", "Освета патуљака" и "судбина патуљака", заједно познате као "Сага о патуљцима".

### Митологија
Орк је тиролски демон, алпске традиције. Као патуљак, орк са добрим понашањем ђаволка / кућног духа у Винском подруму. Он може бити повезан на фигуру Оркисе у средњовековној песми Невин, о Дитрих фон Берновој борби са нејасно сличним бићем.

## Остали фантазијски радови
Од објављивања Толкиновог Господар Прстенова, Оркови су постали уобичајени за фантастика фикције и фантазијска игра улога, где су оркови и гоблини обично сматрани за посебне врсте Гоблиноида. Они су некада често приказивани са свињским лицима, иако они никада нису описани тако код Толкина. Током 1980—их, још један орк идеал уведен је на врх минијатурне ратних игара Ратни чекић фантазиска битка, као мишићав, варварин са зеленом кожом и превеликим кљовама, челом, и доњом вилицом, чија личност није толико зла као код бруталне убице, него често комичног степена. Овај стил орка је од тада постао популаран у великом броју фантастике и игара, укључујући и Воркрафт серије компјутерских игара и спин-офовима.

### Ратни чекић
Фантазија Играчке Радионице, Ратни Чекић и Ратни Чекић 40,000 игре имају оркове ( 'Оркови' у Ратни Чекић 40,000). Ово касније подешавање је јединствено за карактеристике орка у једном научно фантастичком окружењу који су у стању да граде грађевине, функционална возила, оружја, па чак и свемирске бродове. Анатомски, Ратни Чекић Оркови нису виши од људи, осим када у усправном положају стоје уместо погнуте главе, али су знатно шири, са мајмуноликим кратким ногама и дугим рукама. Имају огромне главе које долазе директно напред на врату од тела, дајући им повијен изглед. Они имају дебелу зелену кожу која је јако отпорна на бол. Оркови из Ратног Чекића нису интелигентни, али су некада лукави. Они су ратоборни и њихово друштво је усмерено ка сталном ратовању. Њихова стална потреба да се боре је израз Орковске културе: орци не формирају савезе, осим привремене између себе. У борби могу да трансформишу чак и најчешћи предмет у смртоносни инструмент за убијање. Оркови имају тенденцију за савез са гоблинима, који се назива Гречн у Ратном Чекићу 40.000, и Снотлинг, али када су у савезу, оркови делују као насилници према њиховим мањим Гоблиноидним (Оркид у Ратном Чекићу 40.000) рођацима, користећи их као Људски (Гоблин) штит, Орковске (Гоблин) штитове, или ургентан извор хране. Они обожавају пар богова познатих као Горк и Морк (други богови су били укључени у ранијим издањима игре, али више нису укључени), од којих је један описан као јако лукав, а друга као лукаво брутална, мада орци сами не знају који је који. У Ратном Чекићу 40.000, оркови се развијају из гљиве. Они су се развијали из спора који се стално емитују током живота неког орка и сви нестану када орк умре.

### Воркрафт серија
Оркови су једна од најважнијих раса у  Воркрафт  компјутерска игра серији. Првобитно представљени као типична раса дивљих чудовишта, новије Воркрафт игре су ревизирале своју слику у "дивљаке, али племените" ратнике и шамане. Оркови су првобитно били у Драенор док је већина кланова преварена да служи сили демона који уништавају свет, под називом Ватрена Легија. Под утицајем Легије, орковска Хорда је побила чланове свог некадашњег савезника Драенеи-а а затим су мистично пребачени у Азеротх да је освоје у име Легије. После два разорна рата, оркови су коначно поражени од стране Савеза Људи и заробљени у логорима. Тамо су остали све док их млади орк који је одрастао уз људе по имену Трал (име по рођењу Го'ел), није окупио и ослободио већи део хорде од утицаја демона. Трал је затим основао нову Хорду по принципима снаге и части, у нади да поврате племениту баштину оркова.
Воркрафт оркови су хуманоидни, али чудесно мишићави, са широким носевима и препознатљивим кљовастим устима. Постоји много племена оркова, имају различиту боју коже. Оркови Хорде су претежно зелени, а могућа је тамнобраон или црвена. Мушки орци су значајно виши од људи, око 6,5 ft (2,0 m) када стоје усправно, међутим већина мушких оркова је погрбљена. Женски оркови, који су се први пут појавили као карактери са којима може да се игра у Свет Воркрафта, су нешто већи од људских жена и много су мршавији од мушких оркова, али су још увек добро мишићави. Кљове код женских оркова су веома мале, и имају више изоштрене очњаке од кљова. Орк ратници носе мали оклоп, али имају рогове на кациги и носе секире.  Воркрафт " је једна од неколико подешавања у којима оркови нису својствено зли и након значајних планова дешавања у најновијој "Воркрафт" игри, оне чак могу бити и хероји. Могло би се размотрити да су оркови неправедно осуђивани од стране људи, не само погрешно, чак су и оцрњени. Непријатељство људи и предрасуде према орковима могу се вратити у прошлост током прве и друге инвазије и могу бити делимично оправдани, ако су то били оркови под контролом Ватрене Легије. Упркос напорима реформе неких оркова (као што је Трал) за улазак у еру мира између људи и оркова, сумње људске врсте према орковима су допринели и ратовима и експанзионистичким ставовима делова орковских друштва, као што је Варсонг клан, који залазе у древне територије Ноћних Вилељака, савезника људи. Тралови оркови су повремено формирали успешне савезе са људима.
Њихов политички став у Воркрафт универзуму онај постављен као водећи од стране Хорде, удружења раса насталог за унапређење узајамног опстанка.Тролови, слична раса у игри, делимично живи у истој области као оркови и такође су разбацани око Азерота, где већина живи у дивљини..

### Пад ЗемљеиПокрет сенке
У фантазијској рол-плејинг игри  Ертхдовн  и  Шедовран , оркови нису ни добри ни зли. У Паду Земље они имају своје место међу другим расама: људи, Патуљци, вилењаци, опсидијан, Тскранг, тролови и виндлингови.
У Шедоуран-у, у оркови су подврста хомо сапиенса, између осталих који живе на Земљи после 2011. Они су се појавили током необјашњивих Генетичких изражавања 2021. године, као млади људи који су се преображавали у оркове или бебе које су рођене као оркови од људских родитеља. Они су категорисани као  Хомо сапиенс робустус  и сматрају се као нови људи, као што су тролови, вилењаци и патуљци. Они су у стању да се укрсте са људима и другим новимуманс-има. Упркос томе, њихово потомство (као потомство између свих нових људи у Шедоурану) је расе само једног од својих родитеља. Бити орк је током изражавања гена и тиме мелези не постоје. Они расту много брже него људи, достигну зрелост у дванаестој, и њихова легла могу имати око четворо деце, мада има случајева од шест и осам. Њихов просечан животни век је око 35 до 40 година. Они су физички већи и јачи од људи и њихове менталне способности се сматрају мало слабијим.

### Магија: Прикупљање
У наплатити картама  Magic: The Gathering , оркови су првобитно представљени као кукавички ратници који се ослањају на мање, мање интелигентне гоблине током рата. Мали број орковских бића је измишљено: већина њих се појављује у Пала империја и Ледено доба експанзијама. Док су оркови измишљени у новијим сетовима, они се никада нису појавли у експанзијама до Хладног таласа, који је убацио више орковских картица, заједно са легендарним орк Шаманима: Сек'куар, Чувар Смрти. У недавно избаченом сету Канс од Таркира, 7 нових орковских картица је убачено, укључујући и легендарне орковске ратнике: Зурго Разбијач Кацига. Са овим новим сетом, променило се приказивање оркова из кукавичких ратника у ратнике који су веома моћни, безобзирни у борби.

### Сила и Магија
У универзуму  Моћ и Магија  франшизе, оркови су приказивани као наранџасти, зелени, или браон. У  Јунаци Моћи и Магије , они су повезани са варварском фракцијом.
У Ешану, оркови су наранџаста, мишићава људолика бића, која су створена од стране чаробњака (спајањем демонске крви са људским телом) како би се користили као ударне трупе против демонске инвазије. У  Мрачном Месији , играч проводи доста времена суочавајући се са члановима клана Црвене Лобање, групе оркова који живе на острву које је представљало битан део земље. Они су предвођени од стране шамана (који је био укључен у разговор између два орка како би био изабран за ту позицију) и он их је наводио да обожавају неименовану ватрену богињу. У  Племена Истока , копнени оркови су прављени по узору на Монголи, које предводи Кан и обожавају персонификованог Отац неба.

### Из перспективе хероја
У Хезбровом Из перспективе хероја ере игре производа, оркови долазе са праисторијске планете Грут и по томе су познати као Грут оркови. Они имају плаву кожу, са истакнутим кљовама или роговима који вире из њихових брада и образа. Они су нешто мањи него људи, осим елитних тешко наоружаних Грут оркова, који су величине просечног човека. Неколико оркова су шампиони у јахању праисторијских животиња (укључујући Тираносаурус, А Велоцираптор и Смилодонови, познати као Свогс, указују да су оркови припитомљавали животиње.

### Елдер Скролс
У Тамриел, оркови су човеколика бића далеко повезана са својим супротним вилењацима и они су запажени за своју неуздрмљиву храброст у броби, и варварску историју. Иако су су сада увучени у империјалну културу, Оркови су задржали своју варварску придорду, са већином грађана Тамериела уздржани да их прихвате у своје друштво. Они имају велике очњаке који излазе из доње вилице њихових уста. Они су једни од највиших раса у Елдер скролс серији, они су, супротно од других убеђивања, не толико крупно и ратно грађени, али су ипак знатно крупнији од других раса. Они се разликују по својој зеленој кожи. Оркови, или Осример (знач. 'Патријахалан Народ' на елфовском језику), су низ потомака оригиналне вилинске расе. Осимер су првобитно следбеници бога Триманк, али су трансформисани из златно-кожних оркова у зелено-кожне оркове када је Триманак претворен у Деадрик Принца Малацат од стране Боетиахам Деадрик принца Преваре и Издаје. Оркови сада верују у Малаката као свог главног бога. Оригинално друштво освајача сходни пљачкању људских насеља у провинцији Вискоког Камена и Каменог Пада, оркови су претрпели низове пораза од стране људи вековима, напокон , однос између оркова и људи су се знатно побољшали и оркови су постали поштовани чланови у царском друштву (иронично, они се боље слажу са људима него са Тамриел вилењацима, јер се сумња да елфови желе да освоје љдска царства ). Ипак, већина грађана Тамериела су уздржани по питању прихватања оркова у своја друштва , због њохове варбарске историје. Још једна посебна особина Оркова у Елдер скролс је да су талентовани ковачи и одлични војници, особине које су обично додељење патуљцима. Речено је да трупе оркова у тешком оклопу једни од најбољих ратника у Тамриелу, и познати су по свом варбарском бесу.

### Судбина
У Судбина видео игри, Оркови се приказују као високи, створења одевена снагом, у сличном концепту као Јети и Огр, осим да су углавном наоружани. Они имају сиву кожу, снажни су и имају рогове истурене на глави, који помало личе на Носорогове.